# ブーン郡 (ミズーリ州)

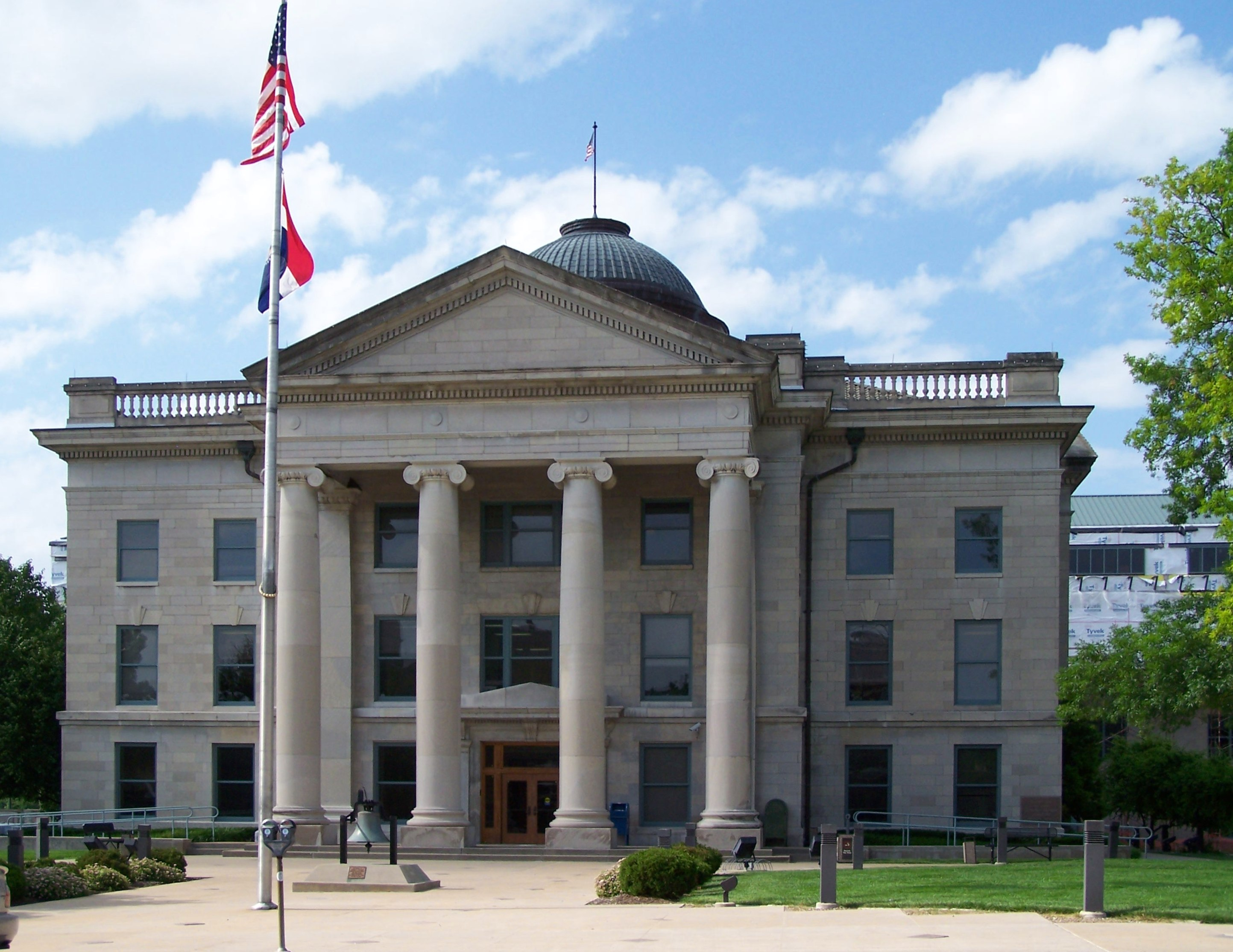
郡裁判所

ブーン郡（Boone County）は、アメリカ合衆国ミズーリ州にある郡。人口は18万3610人（2020年）。郡庁所在地はコロンビアである。この郡は、西隣に位置するハワード郡と、コロンビア都市圏（en:Columbia, Missouri Metropolitan Area）を構成している。

## 歴史
ブーン郡は1820年11月16日に、隣のハワード郡の一部から分離して組織され、郡の名前はアメリカの探検家ダニエル・ブーンに因んで名づけられた。

## 地理

ミズーリ州内の位置

アメリカ合衆国統計局によると、この郡は総面積1,790 km2 (691 mi2) である。このうち1,775 km2 (685 mi2) が陸地で、15 km2 (6 mi2) が水地域である。総面積の0.85%が水地域となっている。

### 隣接郡
- ランドルフ郡（北）
- アウドレイン郡（北東）
- キャラウェイ郡（東）
- コール郡（南）
- モニトー郡（南西）
- クーパー郡（西）
- ハワード郡（北西）

### 主な幹線道路
- 州間高速道路70号線
- 国道40号線
- 国道63号線
- ミズーリ州道22号線
- ミズーリ州道124号線
- ミズーリ州道163号線
- ミズーリ州道740号線

## 人口動静

2000年人口ピラミッド

2000年国勢調査で、この郡は人口135,454人、53,094世帯、及び31,378家族が暮らしている。人口密度は76/km2 (198/mi2) である。32/km2 (83/mi2) の平均的な密度に56,678軒の住居が建っている。この郡の人種的構成は白人85.43%、アフリカン・アメリカン8.54%、先住民0.42%、アジア系2.96%、太平洋諸島系0.03%、その他の人種0.69%、及び混血1.93%である。人口の1.78%がヒスパニックまたはラテン系である。ドイツ人24.6%、アメリカ人12.3%、イギリス人11.2%、アイルランド人9.8%をそれぞれ祖先に持っている。
53,094世帯のうち、30.30%が18歳未満の子供と一緒に生活しており、45.50%は夫婦で生活している。10.40%は未婚の女性が世帯主であり、40.90%は家族以外の住人と同居している。28.70%は独身の居住者が住んでおり、6.20%は65歳以上で独居である。1世帯の平均人数は2.38人であり、家庭の場合は2.97人である。
この郡内の住民は22.80%が18歳未満の未成年、18歳以上24歳以下が19.90%、25歳以上44歳以下が29.90%、45歳以上64歳以下が18.80%、及び65歳以上が8.60%にわたっている。中央値年齢は30歳である。女性100人ごとに対して男性は93.50人いて、18歳以上の女性100人ごとに対して男性は90.90人いる。
この郡の世帯ごとの平均的な収入は37,485米ドルであり、家族ごとの平均的な収入は51,210米ドルである。男性は33,304米ドルに対して女性は25,990米ドルの平均的な収入がある。この郡の一人当たりの収入 (per capita income) は19,844米ドルである。人口の14.50%及び家族の7.60%は貧困線以下である。全人口のうち18歳未満の12.10%及び65歳以上の5.90%は貧困線以下の生活を送っている。

## 都市及び町
- コロンビア（郡庁所在地）
- アッシュランド（en:Ashland, Missouri）
- セントラリア（en:Centralia, Missouri）
- ホールビル（en:Hallsville, Missouri）
- ハリスブルク（en:Harrisburg, Missouri）
- ハーツブルク（en:Hartsburg, Missouri）
- ハンツデール（en:Huntsdale, Missouri）
- マクベイン（en:McBaine, Missouri）
- ピアポイント（en:Pierpont, Missouri）
- ロシュポート（en:Rocheport, Missouri）
- スタージョン（en:Sturgeon, Missouri）
- トゥー・マイル・プレーリー（en:Two Mile Prairie, Missouri）